# Херзинг, Отто
Отто Херзинг (нем. Otto Hersing; 30 ноября 1885, Мюльхаузен, Эльзас, Германия — 1 июля 1960, Ангельмодде под Мюнстером, Германия) — немецкий и морской офицер, командир подводной лодки в Первой мировой войне. Прославился первым потоплением вражеского корабля самоходной паровой торпедой. Награждён высшей военной наградой Германии — орденом «Pour le Mérite».

## Начало карьеры
Херзинг поступил в военно-морской флот в 1903 году. В сентябре 1906 года был произведён в лейтенанты-цур-зее и назначен на лёгкий крейсер «Гамбург». В 1909 году повышен до оберлейтенанта-цур-зее. С 1911 по 1913 год Херзинг служил вахтенным офицером на бронепалубном крейсере «Герта» в Средиземном море и в Вест-Индии.

## Первая мировая война
В 1914 году Херзинг получил звание капитан-лейтенанта и прошёл специальную подготовку для ведения подводной войны. После начала войны он получил под своё командование подводную лодку «U-21», находившуюся на острове Гельголанд. Между августом и сентябрем «U-21» произвела поиск в Северном море, но не смогла найти целей. Затем Херзинг попытался прорваться в британскую военно-морскую базу Ферт-оф-Форт, но безуспешно.
5 сентября Херзинг заметил лёгкий крейсер «Патфайндер» у шотландского побережья, шедший со скоростью 5 узлов из-за нехватки угля. Херзинг атаковал корабль торпедой, которая взорвалась рядом с пороховым погребом. Корабль был разрушен сильным взрывом и затонул за короткое время. 261 моряк был убит. Это было первое потопление современного военного корабля подводной лодкой, вооружённой торпедами.
14 ноября «U-21» перехватила французский пароход «Малахит». Херзинг приказал команде покинуть корабль, прежде чем он потопил судно с огнем из палубного орудия. Три дня спустя британский угольщик «Примо» постигла та же участь. Эти два судна были первыми, потопленными в ограниченном немецком подводном наступлении против британского и французского торгового судоходства.
В начале 1915 года Херзинг получил Железный крест 2-го класса и приказ распространить подводную войну на западное побережье Британских островов. 21 января он отплыл из Вильгельмсхафена и вошел в Ирландское море, где пытался обстреливать аэродром на острове Уолни, но безуспешно. 30 января «U-21» встретила и потопила три союзных торговых судна. В каждом случае Херсинг уважал призовые правила, помогая экипажам перехваченных кораблей. В начале февраля он возвратился в Вильгельмсхафен, второй раз за короткое время пройдя через Дуврское заграждение без последствий.

## Операции в Средиземном море и Дарданеллах
В апреле Херзингу было приказано перебраться в Средиземное море для поддержки союзной с Германией Османской империи, подвергшейся нападению британских и французских войск в Дарданеллах. «U-21» вышла из Киля 25 апреля и прибыла в австро-венгерский порт Каттаро после восемнадцатидневного похода.
После недели, проведённой в дружественном порту, Херзинг ушёл в новый оперативный район у Галлиполи, куда он прибыл 25 мая. В тот же день он заметил британский броненосец «Трайэмф». Херзинг с дистанции 270 метров выпустил одну торпеду, которая поразила линкор. «Трайэмф» опрокинулся и затонул, что привело к гибели 3 офицеров и 75 членов команды. После атаки Херзинг положил подводную лодку на дно и ждал в течение 28 часов, прежде чем всплыть на поверхность, чтобы перезарядить электрические батареи.
27 мая «U-21» потопила второй броненосец союзников в Дарданеллах у мыса Геллес, «Маджестик». Херзингу удалось пройти мимо кораблей охранения и противоторпедных сетей, которые окружали корабль. «Маджестик» затонул в течение четырёх минут после взрыва, что привело к гибели по меньшей мере 40 членов команды.
Успехи Херзинга заставили союзников отвести все основные корабли от мыса Геллес, а Великобритания предложила награду в 100 000 фунтов за пленение немецкого командира. 5 июня Херзинг получил высшую военную награду Германии, орден «Pour le Mérite», в знак признания его военных заслуг в Средиземном море. В том же 1915 году он получил почётное гражданство немецкого города Бад-Кройцнах, и его стали называть «истребитель линейных кораблей» (нем. Zerstörer von Schlachtschiffen).
Экипаж «U-21» провел месяц в Константинополе из-за ремонта, необходимого подводной лодке. В столице Османской империи к морякам относились как к героям. Как только ремонтные работы были закончены, «U-21» прошла через Дарданеллы в очередной поход. Херзинг обнаружил судно снабжения союзников Carthage и потопил его одной торпедой 4 июля. Сразу после этого подводная лодка была вынуждена вернуться в Константинополь после взрыва противолодочной мины, которая не нанесла серьезного ущерба. Затем лодка ненадолго действовала в Чёрном море, но безрезультатно. Затем вернулась в Средиземное море, где в сентябре Херзинг узнал, что союзники установили полную блокаду Дарданелл, используя мины и сети, чтобы помешать подводным лодкам противника действовать в этом районе.
Херзинг вернулся в Каттаро и получил приказ помочь австро-венгерскому флоту в борьбе против итальянского флота. «U-21» и экипаж вошли в состав австро-венгерского флота, подводная лодка получила новое обозначение «U-36». Это было необходимо, поскольку фактически Германия ещё не вступила в войну с Италией. Лодка служила под этим названием, пока Италия не объявила войну Германии 27 августа 1916 года. В феврале 1916 года Херзинг потопил британский пароход Belle of France, затем французский броненосный крейсер «Амираль Шарне», перехваченный у побережья Сирии, что привело к гибели 427 членов экипажа. В период с апреля по октябрь 1916 года «U-36» создавала большие трудности для военно-морских сил союзников в Средиземном море и потопила многочисленные торговые суда, в том числе 30 апреля около Мальты британский пароход City of Lucknow (3677 тонн), три небольших итальянских судна возле Корсики между 26 и 28 октября) и пароход «Гленлоган» (5800 тонн, 31 октября). В первые три дня ноября лодка Херзинга потопила ещё четыре итальянских судна общей грузовместимостью почти 2500 тонн к северу от Сицилии. 23 декабря подводная лодка встретила около Крита британский пароход «Бенальдер» и поразила его торпедой, но пароход не затонул и смог достичь Александрии. В 1916 году «U-36» потопила в общей сложности 12 судов общим весом более 24000 тонн.

## Возвращение в Северное море
В начале 1917 года Херзинг покинул Средиземное море, чтобы поддержать неограниченную подводную войну Германии (нем. Seekriegsleitung) в Атлантике. С 16 по 17 февраля Херзинг перехватил и потопил два британских торговых судна и два небольших португальских у побережья Португалии. Через четыре дня настала очередь французского грузового судна Cacique (2917 тонн), потопленного в Бискайском заливе.
22 февраля U-21 прибыл в Кельтское море и перехватил нидерландский пароход «Бандонг», который был уже повреждён другой немецкой подводной лодкой и был прикончен Херзингом. В тот же день Херзинг потопил ещё шесть судов, пять из которых были нидерландскими (самый большой из которых «Ноордердийк», более 7000 тонн) и один норвежский («Норманна» — 2900 тонн). Седьмое судно «Менадо» получило серьёзные повреждения, но избежало уничтожения. В этот единственный день Херзинг потопил семь судов общей грузовместимостью более 33000 тонн.
Затем Херзинг двинулся в воды Северного моря между Шотландией и Норвегией. 22 апреля он потопил пароходы «Гиско» и «Теодор Уильям». 29 и 30 апреля он потопил норвежский «Аскепот» и русский барк «Борроудейл». В том же районе британские пароходы «Аданси» и «Килларни» постигла та же участь 6 и 8 мая соответственно. 27 июня Херзинг потопил шведскую вспомогательную баржу Baltic, перевозившую груз древесины.
Служба Херзинга на «U-21» закончилась в сентябре 1918 года, когда за два месяца до перемирия 11 ноября 1918 года он был назначен инструктором в школу подводного плавания в Эккернфёрде. Во время войны Херзингу было засчитано потопление 40 судов и кораблей общим итогом более 113 000 тонн, что делает его одним из самых успешных командиров подводных лодок германского военно-морского флота.

## После войны
После окончания войны Херзинг был избран ответственным за вывод немецких войск из города Риги (в нынешней Латвии).
Его бывшая лодка «U-21» после окончания войны затонула при загадочных обстоятельствах 22 февраля 1919 года во время перехода в Великобританию, где она должна была официально сдаться.
В 1920 году Херзинг вероятно был вовлечен в капповский путч, попытку государственного переворота против недавно сформированной Веймарской республики, но это не имело последствий, он остался во флоте. В 1922 году Херзинг был повышен в звании до корветтенкапитана (нем. Korvettenkapitän), высшего звания, которого он достиг в своей военной карьере. После войны его известность все еще оставалась столь значительной, что французские власти установили за него награду в 20 000 марок.
Херзинг закончил свою военную службу в 1924 году по состоянию здоровья и переехал с женой в Растеде, небольшой городок в Нижней Саксонии, где стал картофелеводом. В 1932 году он опубликовал свои мемуары под названием «U-21 спасает Дарданеллы» (нем. «U-21 rettet die Dardanellen»). В 1935 году он переехал со своей женой в Греммендорф, район города Мюнстер.
Херзинг умер в 1960 году после продолжительной болезни.

## Награды
- Железный крест (1914) 2 и 1 классов.
- Орден «За заслуги» 26 декабря 1916 года.
- Ганзейский крест города Любек
- Орден Альбрехта (Саксония)
- Военная медаль (Османская империя)
- Почётный крест ветерана войны